# Condado de York (Nuevo Brunswick)
El Condado de York es un condado ubicado en la provincia canadiense de Nuevo Brunswick. Según el censo de 2016, tiene una población de 99,411 habitantes.
En este condado se encuentra la capital provincial de Nuevo Brunswick, Fredericton, la cual es a su vez, sede del mismo. Fuera de la ciudad, la agricultura y la silvicultura son las dos principales industrias del condado, que es atravesado por el río Saint John. El río Southwest Miramichi fluye a través de la sección norte de la provincia.

## Historia
El Condado de York fue establecido en 1785, llevando el nombre del segundo hijo del rey Jorge III, el príncipe Federico-Augusto (1763-1827), que fue hecho duque de York en 1784. En 1831, la mitad superior se pobló tanto con muchos colonos, debido al suelo rico de la región, que se separó para convertirse en el Condado de Carleton.

## Demografía
| Censo | Población | Cambio (%) |
| ----- | --------- | ---------- |
| 2016  | 97,238    | 7.0%       |
| 2006  | 90,872    | 4.2%       |
| 2001  | 87,212    | 1.7%       |
| 1996  | 85,719    | 4.1%       |
| 1991  | 82,326    | N/A        |

| Idioma                  | Población | Porcentaje (%) |
| ----------------------- | --------- | -------------- |
| Inglés solamente        | 84,370    | 84.87%         |
| Francés solamente       | 6,560     | 6.60%          |
| Otros idiomas           | 6,350     | 6.39%          |
| Ambos, inglés y francés | 785       | 0.79%          |

## Comunidades
- Fredericton (Única ciudad y Sede de condado)
- Nueva Maryland (Aldea)
- McAdam (Aldea)
- Nackawic (Pueblo)
- Stanley (Aldea)
- Canterbury (Aldea)
- Harvey (Aldea)
- Millville	(Aldea)
- Meductic (Aldea)

### Áreas no incorporadas
- Astle
- Beaver Dam
- Burtts Corner
- Cross Creek
- Douglas
- Dumfries
- Durham Bridge
- Forest City
- Fosterville
- Green Mountain
- Hainesville
- Hanwell
- Island View
- Keswick Ridge
- Kingsclear
- Lake George
- Mactaquac
- McGivney
- Napadogan
- Nashwaak Bridge
- Nashwaak Village
- Nasonworth
- North Lake
- Pemberton Ridge
- Penniac
- Pokiok
- Prince William
- Tay Creek
- Taymouth
- Temperance Vale
- York Mills
- Zealand